# Двадесетичетириъгълник
Двадесетичетириъгълникът (също и тетракосагон или икоситетрагон) е многоъгълник с 24 страни и ъгли. Сборът на всички вътрешни ъгли е 3960° (22π). Има 252 диагонала.

## Правилен двадесетичетириъгълник
При правилния двадесетичетириъгълник всички страни и ъгли са равни. Вътрешният ъгъл е 165°, а външният и централният – 15°.

### Лице
Лицето S на правилен двадесетичетириъгълник може да бъде намерено по три начина:
- По страната a:

{\displaystyle S=6a^{2}(2+{\sqrt {2}}+{\sqrt {3}}+{\sqrt {6}})=6a^{2}\cdot \cot({\tfrac {\pi }{24}})\approx 45,57452\,a^{2}}
- По радиуса R на описаната окръжност:

{\displaystyle S=12R^{2}\cdot \sin(15^{\circ })\approx 3,10583\,R^{2}}
- По радиуса r на вписаната окръжност (т.е. апотемата):

{\displaystyle S=24r^{2}\cdot \tan({\tfrac {\pi }{24}})\approx 3,15966\,r^{2}}

### Построение
Тъй като 24 е произведение на 2³ и 3, което е просто число на Ферма, правилен двадесетичетириъгълник може да бъде построен с линийка и пергел по подобие на дванадесетоъгълник.